# Пјеве Векија (Пиза)
Пјеве Векија је насеље у Италији у округу Пиза, региону Тоскана.
Према процени из 2011. у насељу је живело 25 становника. Насеље се налази на надморској висини од 140 м.